# Bernard Sangouard
Bernard Sangouard, né le 10 juillet 1958 à Mâcon, est un ancien joueur de basket-ball. Il est aussi l'ancien assistant-entraineur de Gregor Beugnot.

## Carrière

### Joueur
- -1978 :  ASVEL Villeurbanne (Nationale 1)
- 1978-1983 :  Élan chalonnais (Nationale 2)
- 1983-1986 :  Montpellier PSC (Nationale 4 puis Nationale 3 puis Nationale 2)
- 1986-1989 :  BC Vienne-Saint-Romain (Nationale 4 puis Nationale 3 puis Nationale 2)
- 1989-1991 :  Poissy-Chatou Basket (Nationale 1 B)
- 1991-1993 :  JL Bourg-en-Bresse (Nationale 3)

### Assistant entraîneur
- 1992-1993 :  ASVEL Villeurbanne (N A 1)
- 1993-2001 :  ASVEL Villeurbanne (Pro A)
- 2001-2003 :  Pallacanestro Varèse (Lega A)
- 2003-2007 :  Élan chalonnais (Pro A)

## Palmarès

### Joueur
- Champion de France de Nationale 1 en 1977[1]
- Vice-Champion de France de Nationale 3 en 1982

### Assistant entraineur
- Coupe de France en 1996, 1997 et 2001
- Participation au Final Four de l’Euroligue en 1997
- 5 fois finaliste du Championnat de France Pro A (en 1996, 1997, 1999, 2000 et 2001)